# 井村雄大 (サッカー選手)
井村 雄大（いむら ゆうだい、1991年6月25日 - ）は、東京都武蔵野市出身のサッカー選手。ポジションはMF。

## 来歴
2014年、順天堂大学卒業後、横河武蔵野FC（現 東京武蔵野シティFC）に入団。ルーキーながらリーグ戦9試合に出場し、4得点を記録。
その後、2015年1月より、プロ・コンバインを経てアメリカ合衆国とカナダによって構成されるプロサッカーリーグであるユナイテッドサッカーリーグのリッチモンド・キッカーズに移籍
2016年シーズンはリーグ戦28試合に出場し10得点とチームの主軸として活躍。プレーオフ1試合出場。カップ戦1試合出場1得点。2018年通算記録90試合15得点。(2018年9月20日現在)
2020年よりYokohama Hardysに入団。チームのキャプテンを務める。
所属クラブ
- 2007年 - 2009年 ： 横河武蔵野FCユース
- 2010年 - 2013年 ： 順天堂大学
- 2014年 -  横河武蔵野FC （現 東京武蔵野シティFC）
- 2015年 -  リッチモンド・キッカーズ
- 2020年 -  Yokohama Hardys

## プレースタイル
得点だけでなく、攻撃の中心として、チームメートの強みを引き出すことやチームの中心で長短のパスから攻撃を組み立て、ゴールへのアイデアを豊富に繰り出すことを得意としている。プレースキッカーとしての役割も特長の一つでありコーナーキックやフリーキックから味方に質の高いボールを供給する。

## 人物
大学時代では1年生から試合に出場する実力の持ち主であった。大学での活躍はあったものの、卒業時にJリーグのクラブとの契約を勝ち取るだけのアピールはできなかった。プロを目指してプレーすることを諦めなかった井村選手は、2014年にJFL所属の横河武蔵野FC(現 東京武蔵野シティFC)に入団しサッカーを続けることを決断。知人から得た米国のプロサッカーに関する情報から次第に興味をもち渡米。リッチモンドキッカーズのトライアウトを受け見事契約を勝ち取る。最初に渡米した際には言葉の壁にぶつかるも、持ち前のキャラクターと性格でチームメイトに積極的に話しかけ、次第に順応していった。
井村選手のインタビュー記事では「スポーツ選手のキャリアはいつ終わるか分からない」とも述べられておりサッカー選手からピボットしたキャリアに関して続けてこう述べている。「僕は米国に来て今までとは違う環境に置かれたことで、英語も含めて、これからの人生につながるような経験や学びをたくさんできています。将来はそれを生かせる仕事がしたいと思っています。」
2015-16年シーズンは異国のサッカーに慣れることに苦労し、異なる環境でプレーすることの難しさに思い悩む時期も少なくなかった。しかし、言葉の習得、食生活を見直し、身につけるものを自然素材に変えるなど工夫を繰り返す努力を重ねる。その結果、ルーキーイヤーながら2015年は15試合に出場。翌年の2016年には去年の苦しみをバネにするかのような活躍を見せカップ戦なども含め30試合に出場し11ゴールをあげチームを牽引した。2017年、2018年(2018年9月20日現在)は両シーズンともに20試合以上に出場しチームに貢献し続けている。

## 参照
- 井村雄大選手退団のお知らせ 【お知らせ】退団選手について-10
- The Richmond Kickers are pleased to have signed midfielder Yudai Imura for the 2015 season.
- Kickers Sign Imura to Contract Extension
- Yudai Imura finds comfort zone as Kickers' offensive leader